# Copa Intercontinental 1964
La Copa Intercontinental 1964 fue la quinta edición de la Copa Intercontinental, disputada entre el Club Atlético Independiente de Argentina, campeón de la Copa Libertadores 1964 y representante de Sudamérica, y el Internazionale de Milan de Italia, campeón de la Copa de Campeones de Europa 1963-64 representante de Europa.

## Clubes clasificados
| UEFA (Europa)         |  | Internazionale |  | Campeón de la Copa de Campeones de Europa (1963-64) |
| Conmebol (Sudamérica) |  | Independiente  |  | Campeón de la Copa de Campeones de América (1964)   |

## Sedes
| Avellaneda                     | Milán                          | Madrid                          |
| ------------------------------ | ------------------------------ | ------------------------------- |
| Estadio de la Doble Visera     | San Siro                       | Estadio Santiago Bernabeu       |
| Capacidad: 57 098 espectadores | Capacidad: 60 000 espectadores | Capacidad: 125 000 espectadores |
|                                |                                |                                 |

## Partidos
El primer encuentro de la copa se disputó en la ciudad argentina de Avellaneda, en el Estadio de Independiente donde el cuadro local Independiente se impuso por 1 a 0 al Internazionale, con gol de Mario Rodríguez. 
El partido de vuelta se disputó dos semanas después en el Estadio San Siro de Milán, venciendo en esta ocasión el equipo Internazionale esta vez con un marcador de 2 a 0, con goles de Sandro Mazzola y Mario Corso. Este resultado obligó a disputar un partido de desempate, ya que por entonces no se contemplaba la diferencia de goles en los dos partidos para determinar al ganador. 
El encuentro de desempate se disputó el día 26 de septiembre, tres días después del anterior, en un país neutral. El país elegido fue España y el estadio fue el Santiago Bernabéu de Madrid. El cuadro italiano Internazionale repitió la victoria, esta vez por la cuenta mínima, con gol de Mario Corso en tiempo extra, obteniendo de esta manera su primer trofeo en este torneo.

## Resultados

### Partido de ida
| 9 de septiembre de 1964 | Independiente       | 1:0 (0:0) | Internazionale | Estadio de la Doble Visera, Avellaneda, Argentina                    |                                                                      |
|                         | Mario Rodríguez 59' |           |                | Asistencia: 65 000 espectadores Árbitro(s): Armando Marques (Brasil) | Asistencia: 65 000 espectadores Árbitro(s): Armando Marques (Brasil) |

| POR        | Miguel Ángel Santoro |  |
| DEF        | Juan Carlos Guzmán   |  |
| DEF        | Tomás Rolan          |  |
| DEF        | Roberto Ferreiro     |  |
| DEF        | David Acevedo        |  |
| MED        | Jorge Maldonado      |  |
| MED        | Raúl Bernao          |  |
| DEL        | Pedro Prospitti      |  |
| DEL        | Osvaldo Mura         |  |
| DEL        | Mario Rodríguez      |  |
| DEL        | Raúl Savoy           |  |
|            |                      |  |
| Entrenador | Manuel Giúdice       |  |

| POR        | Giuliano Sarti     |  |
| DEF        | Tarcisio Burgnich  |  |
| DEF        | Giacinto Facchetti |  |
| DEF        | Carlo Tagnin       |  |
| DEF        | Aristide Guarneri  |  |
| MED        | Armando Picchi     |  |
| MED        | Jair da Costa      |  |
| DEL        | Sandro Mazzola     |  |
| DEL        | Joaquín Peiró      |  |
| DEL        | Luis Suárez        |  |
| DEL        | Mario Corso        |  |
|            |                    |  |
| Entrenador | Helenio Herrera    |  |

|  | 59' | Mario Rodríguez | 1-0 |

| Árbitro | Armando Marques |

| POR        | Miguel Ángel Santoro |  |
| DEF        | Juan Carlos Guzmán   |  |
| DEF        | Tomás Rolan          |  |
| DEF        | Roberto Ferreiro     |  |
| DEF        | David Acevedo        |  |
| MED        | Jorge Maldonado      |  |
| MED        | Raúl Bernao          |  |
| DEL        | Pedro Prospitti      |  |
| DEL        | Osvaldo Mura         |  |
| DEL        | Mario Rodríguez      |  |
| DEL        | Raúl Savoy           |  |
|            |                      |  |
| Entrenador | Manuel Giúdice       |  |

| POR        | Giuliano Sarti     |  |
| DEF        | Tarcisio Burgnich  |  |
| DEF        | Giacinto Facchetti |  |
| DEF        | Carlo Tagnin       |  |
| DEF        | Aristide Guarneri  |  |
| MED        | Armando Picchi     |  |
| MED        | Jair da Costa      |  |
| DEL        | Sandro Mazzola     |  |
| DEL        | Joaquín Peiró      |  |
| DEL        | Luis Suárez        |  |
| DEL        | Mario Corso        |  |
|            |                    |  |
| Entrenador | Helenio Herrera    |  |

|  | 59' | Mario Rodríguez | 1-0 |

| Árbitro | Armando Marques |

### Partido de vuelta
| 23 de septiembre de 1964 | Internazionale                      | 2:0 (2:0) | Independiente | Estadio San Siro, Milán, Italia                                  |                                                                  |
|                          | Sandro Mazzola 8' · Mario Corso 34' |           |               | Asistencia: 50 164 espectadores Árbitro(s): Juliá Gere (Hungría) | Asistencia: 50 164 espectadores Árbitro(s): Juliá Gere (Hungría) |

| POR        | Giuliano Sarti     |  |
| DEF        | Tarcisio Burgnich  |  |
| DEF        | Giacinto Facchetti |  |
| DEF        | Saul Malatrasi     |  |
| DEF        | Aristide Guarneri  |  |
| MED        | Armando Picchi     |  |
| MED        | Jair da Costa      |  |
| DEL        | Sandro Mazzola     |  |
| DEL        | Aurelio Milani     |  |
| DEL        | Luis Suárez        |  |
| DEL        | Mario Corso        |  |
|            |                    |  |
| Entrenador | Helenio Herrera    |  |

| POR        | Miguel Ángel Santoro |  |
| DEF        | José Paflik          |  |
| DEF        | Raúl Decaría         |  |
| DEF        | Roberto Ferreiro     |  |
| DEF        | David Acevedo        |  |
| MED        | Jorge Maldonado      |  |
| MED        | Luis Ernesto Suárez  |  |
| DEL        | Osvaldo Mura         |  |
| DEL        | Pedro Prospitti      |  |
| DEL        | Mario Rodríguez      |  |
| DEL        | Raúl Savoy           |  |
|            |                      |  |
| Entrenador | Manuel Giúdice       |  |

|  | 8'  | Sandro Mazzola | 1-0 |
|  | 34' | Mario Corso    | 2-0 |

| Árbitro | Juliá Gere |

| POR        | Giuliano Sarti     |  |
| DEF        | Tarcisio Burgnich  |  |
| DEF        | Giacinto Facchetti |  |
| DEF        | Saul Malatrasi     |  |
| DEF        | Aristide Guarneri  |  |
| MED        | Armando Picchi     |  |
| MED        | Jair da Costa      |  |
| DEL        | Sandro Mazzola     |  |
| DEL        | Aurelio Milani     |  |
| DEL        | Luis Suárez        |  |
| DEL        | Mario Corso        |  |
|            |                    |  |
| Entrenador | Helenio Herrera    |  |

| POR        | Miguel Ángel Santoro |  |
| DEF        | José Paflik          |  |
| DEF        | Raúl Decaría         |  |
| DEF        | Roberto Ferreiro     |  |
| DEF        | David Acevedo        |  |
| MED        | Jorge Maldonado      |  |
| MED        | Luis Ernesto Suárez  |  |
| DEL        | Osvaldo Mura         |  |
| DEL        | Pedro Prospitti      |  |
| DEL        | Mario Rodríguez      |  |
| DEL        | Raúl Savoy           |  |
|            |                      |  |
| Entrenador | Manuel Giúdice       |  |

|  | 8'  | Sandro Mazzola | 1-0 |
|  | 34' | Mario Corso    | 2-0 |

| Árbitro | Juliá Gere |

### Partido de desempate
| 26 de septiembre de 1964 | Internazionale   | 1:0 (0:0, 0:0) (t. s.) | Independiente | Estadio Santiago Bernabéu, Madrid, España                              |                                                                        |
|                          | Mario Corso 110' |                        |               | Asistencia: 25 000 espectadores Árbitro(s): Ortiz de Mendíbil (España) | Asistencia: 25 000 espectadores Árbitro(s): Ortiz de Mendíbil (España) |

| POR        | Giuliano Sarti     |  |
| DEF        | Saul Malatrasi     |  |
| DEF        | Giacinto Facchetti |  |
| DEF        | Carlo Tagnin       |  |
| DEF        | Aristide Guarneri  |  |
| MED        | Armando Picchi     |  |
| MED        | Angelo Domenghini  |  |
| DEL        | Aurelio Milani     |  |
| DEL        | Joaquín Peiró      |  |
| DEL        | Luis Suárez        |  |
| DEL        | Mario Corso        |  |
|            |                    |  |
| Entrenador | Helenio Herrera    |  |

| POR        | Miguel Ángel Santoro |  |
| DEF        | Juan Carlos Guzmán   |  |
| DEF        | Raúl Decaría         |  |
| DEF        | José Paflik          |  |
| DEF        | David Acevedo        |  |
| MED        | Jorge Maldonado      |  |
| MED        | Raúl Bernao          |  |
| DEL        | Pedro Prospitti      |  |
| DEL        | Luis Ernesto Suárez  |  |
| DEL        | Mario Rodríguez      |  |
| DEL        | Raúl Savoy           |  |
|            |                      |  |
| Entrenador | Manuel Giúdice       |  |

|  | 110' | Mario Corso | 1-0 |

| Árbitro | Ortíz de Mendibil |

| POR        | Giuliano Sarti     |  |
| DEF        | Saul Malatrasi     |  |
| DEF        | Giacinto Facchetti |  |
| DEF        | Carlo Tagnin       |  |
| DEF        | Aristide Guarneri  |  |
| MED        | Armando Picchi     |  |
| MED        | Angelo Domenghini  |  |
| DEL        | Aurelio Milani     |  |
| DEL        | Joaquín Peiró      |  |
| DEL        | Luis Suárez        |  |
| DEL        | Mario Corso        |  |
|            |                    |  |
| Entrenador | Helenio Herrera    |  |

| POR        | Miguel Ángel Santoro |  |
| DEF        | Juan Carlos Guzmán   |  |
| DEF        | Raúl Decaría         |  |
| DEF        | José Paflik          |  |
| DEF        | David Acevedo        |  |
| MED        | Jorge Maldonado      |  |
| MED        | Raúl Bernao          |  |
| DEL        | Pedro Prospitti      |  |
| DEL        | Luis Ernesto Suárez  |  |
| DEL        | Mario Rodríguez      |  |
| DEL        | Raúl Savoy           |  |
|            |                      |  |
| Entrenador | Manuel Giúdice       |  |

|  | 110' | Mario Corso | 1-0 |

| Árbitro | Ortíz de Mendibil |

|                        |
| Bandera de Italia      |
| Campeón Internazionale |
| 1.er título            |